# Abd al-Malik Nuri
Abd al-Malik Nūrī (1921- 1992) fou un magistrat, assagista i novel·lista iraquià admirador de Joyce, Txèkhov i Dostoievski. Abd al-Malik Nuri és el principal representant de l'escola realista iraquiana. Va publicar diversos reculls de novel·les durant els anys 1950: La darrera llanterna, Omar Beg, La serventa, El sonriure i la primavera, El mur del silenci (1953), El petit home (1953) i El cant de la terra (1954) que li va costar el càrrec per molestar a la monarquia. Van seguir el 1980 Els comtes de tardor. També fou autor d'un assaig sobre la «Tragèdia de l'art» i dos obres de teatre: Els missatgers de la Humanitat (1946) i La fusta i el vellut (1980).